# Intraday intensity
L'Intraday Intensity è un indicatore finanziario creato da David Bostian e utilizzato in analisi tecnica. Viene anche chiamato Money Flow, Accumulation-Distribution o Daily Volume Indicator e mette in relazione il movimento di prezzo con i volumi scambiati di un titolo.

## Come si ottiene
La formula dell'Intraday Intensity è:
{\displaystyle II=(2*chiusura-massimo-minimo)/((massimo-minimo)*volume)}
Come si vede dalla formula l'indicatore confronta il prezzo di chiusura con il minimo e il massimo della giornata. Chiusure vicine ai massimi produrranno valori dell'Intraday Intensity positivi, chiusure vicine ai minimo produrranno valori negativi, chiusure vicine alla media tra minimo e massimo produrranno valori nulli o molto piccoli.

## Indici collegati
L'Intraday Intensity è un indicatore di analisi tecnica distinto sia dal Money Flow Index, sia dall'Accumulation-Distribution.
Abbiamo infatti 3 formule matematiche ben distinte.
Citando John Bollinger e la sua opera Bollinger on Bollinger Bands (McGraw-Hill, 2002, pag. 148), l'II è calcolato con la seguente formula:
(2 * close - H - L)/( H - L ) * volume ).
L'Accumulation-Distribution è invece calcolato:
(close - O) / ( H - L ) * volume ).
Infine il Money Flow Index (MFI) viene calcolato:
100-100(1+positive price*volume sum/negative price*volume sum).